# پایگاه هوایی المیدا
پایگاه هوایی المیدا (به انگلیسی: Naval Air Station Alameda) یک فرودگاه نظامی با کد یاتا NGZ است که یک باند فرود آسفالت دارد و طول باند آن ۲۴۳۸ متر است. این فرودگاه در شهر آلامدا، کالیفرنیا کشور ایالات متحده آمریکا قرار دارد.